# Paul Tornow

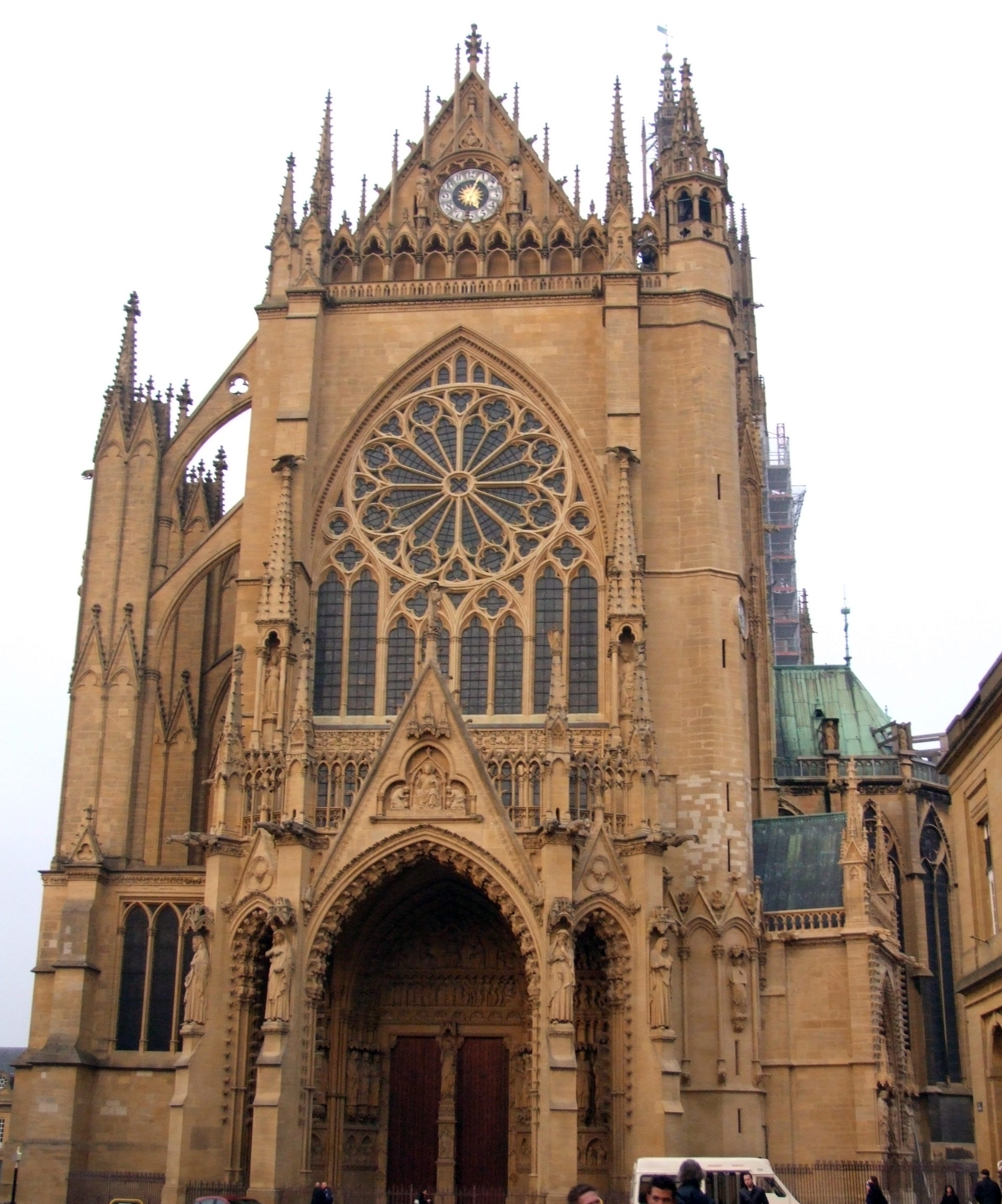
Portail de la Cathédrale Saint-Étienne de Metz.

Paul-Otto-Karl Tornow (14 juin 1848, Zielenzig, arrondissement de Sternberg-en-Nouvelle-Marche - 6 juin 1921, Metz) est un architecte allemand. Volontiers historiciste, il représente bien l'architecture wilhelmienne.

## Biographie
Paul Otto Karl Tornow naît le 14 juin 1848 à Zielenzig dans le royaume de Prusse. Il fait des études d'architecture. En 1874, Tornow est nommé architecte du Diocèse de Metz, alors ville allemande d'Alsace-Lorraine depuis le Traité de Francfort de 1871. Il est ainsi responsable des travaux d'entretien et de restauration de la cathédrale de Metz, édifice sur lequel il travaille avec passion durant plus de trente ans. Il suit notamment les travaux de consolidation des voûtes de 1874 à 1887, la restauration des piles et des arcs-boutants de la nef et du chevet, ainsi que la construction du nouveau portail néogothique sur la façade occidentale, de 1898 à 1902.
Nommé Restaurator der geschichtlichen Denkmäler in Lothringen en 1892, Tornow devient le premier « conservateur des monuments historiques » du district de Lorraine. Il assure ses fonctions jusqu'en 1906. Ses successeurs au poste de conservateur seront Georg Wolfram de 1906 à 1909, puis Wilhelm Schmitz de 1909 à 1919. 
Devenu indésirable dans une ville redevenue française en 1919, Paul Tornow s'éteint le 6 juin 1921 à Metz, la veille de son départ en Allemagne. Il est inhumé à Scy-Chazelles, en Moselle.
Une rue proche de la cathédrale de Metz lui rend aujourd'hui hommage.

## Réalisations
- Modification de l'église de Fèves (après 1870)
- Chapelle de Basse-Bevoye, à Peltre (1881)
- Agrandissement et construction du clocher de l'église d'Oeting (1882-1884)
- Restauration de la collégiale Saint-Léger de Marsal (1883)
- Réédification de la façade de l'église Sainte-Ségolène de Metz, en collaboration avec Konrad Wahn (1884)
- Construction de l'hôpital Belle-Isle,; assisté de l'architecte Feyerabend (1886-1889)
- Restaurations (supprimées depuis) de l'église fortifiée Saint-Quentin à Scy-Chazelles (1887)
- Importantes restaurations de l'église de Morhange après l’effondrement des voutes de la nef (1889)
- Tour du Schlossberg à Forbach (1891)
- Construction du temple protestant de Courcelles-Chaussy (1894-1895)
- ajout d'une nef-collatérale sud ainsi que de la sacristie de l'église de Lorry-Mardigny (1895)
- Église Saint-Alban de Sorbey (1896)
- restaurations sur la cathédrale Saint-Étienne de Metz, avec Auguste Dujardin comme sculpteur :
  - reconstitution du portail de la tour du Chapitre ;
  - reconstruction de la toiture de la cathédrale à la suite d'un incendie (1880) ;
  - restauration du portail de la Vierge ;
  - création du portail ainsi que des pignons occidentaux et du transept (à partir de 1898)
- restauration de la porte des Allemands de Metz
- restauration de la tour de l'église Saint-Maurice d'Obergailbach (1902)

## Publications
- Denkschrift betreffend den Ausbau der Hauptfront des Domes zu Metz. Mit 8 Tafeln Abbildungen (Metz, 1891)